# Vorwerk (Unternehmen)

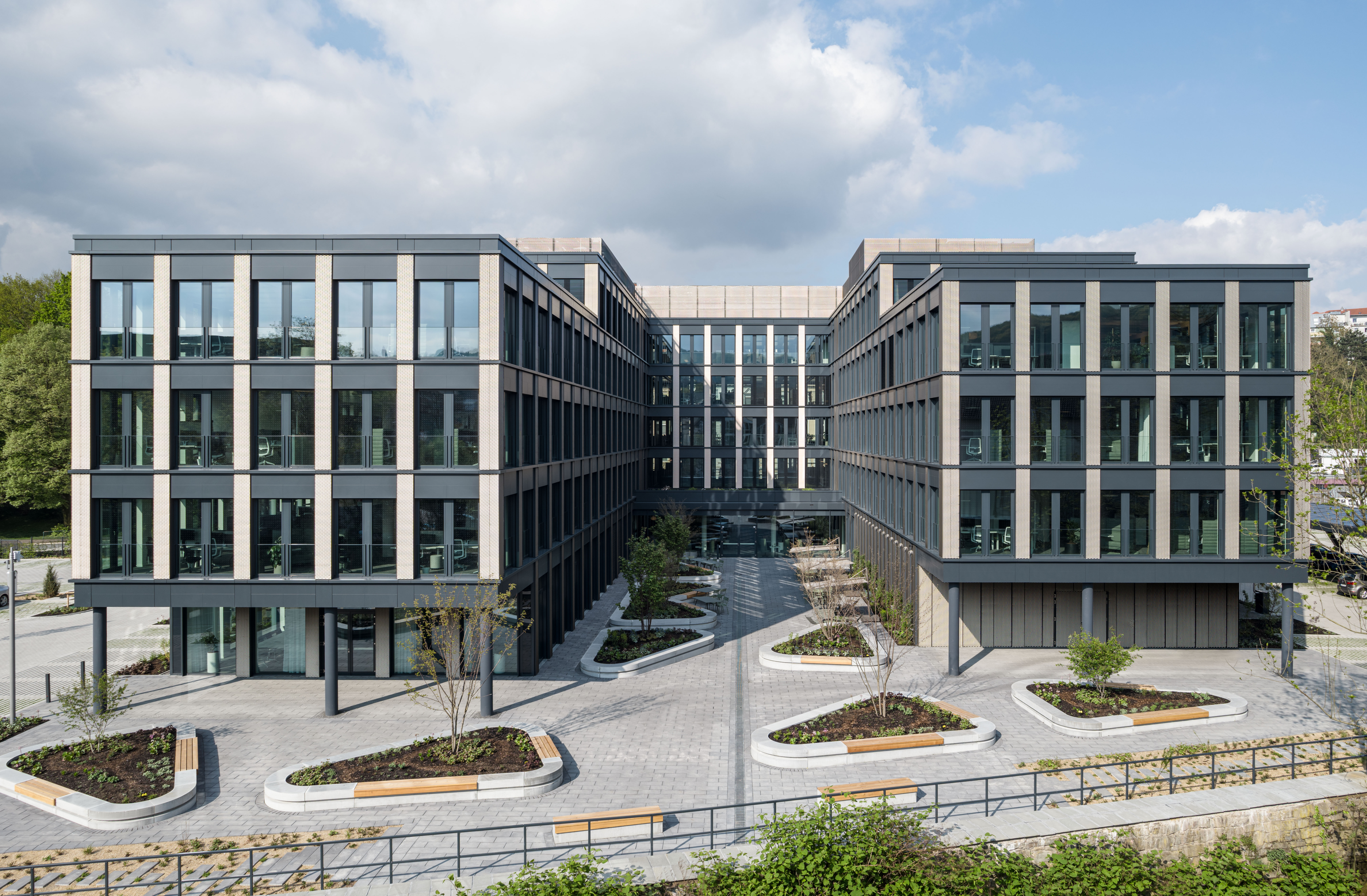
Neue Konzernzentrale in Wuppertal-Rauental (2025)

Die Vorwerk SE & Co. KG, kurz Vorwerk, ist ein diversifizierter internationaler Konzern mit Sitz in Wuppertal. Der Direktvertrieb, also der Absatz vom Hersteller an den Verbraucher ohne Vermittlung des Handels, bildet den Geschäftsschwerpunkt. Das Kerngeschäft von Vorwerk ist die Produktion und der Vertrieb von Haushaltsprodukten (Küchenmaschine Thermomix und Zubehör sowie Staubsauger Kobold).
Die Akf Bank, gegründet im Jahr 1968, ist eine Tochtergesellschaft des Unternehmens und verantwortlich für das Kreditgeschäft von Vorwerk.
Zu dem Anlagenbauer Friedrich Vorwerk SE bestehen keine Verbindungen.

## Das Unternehmen heute

### Geschäftsbereiche
Die Vorwerk Gruppe ist in folgenden Geschäftsbereichen tätig (Stand: 2024):
- Thermomix: Es handelt sich um eine digitale Küchenmaschine mit einer Vielzahl von Funktionen.
- Kobold: Hier werden Staubsauger, Akkusauger, Saugroboter, Saugwischer und Fensterreiniger angeboten.
- akf-Gruppe: Das Finanzinstitut betreut mittelständische Unternehmen und bietet Investitionskredite, Leasing, Mietkauf und Factoring sowie Finanzprodukte für private Geldanleger. 9,9 Prozent der Anteile gehören dem Bankhaus Lampe.[5]
- Vorwerk Ventures: Es handelt sich um die Venture-Capital-Einheit des Unternehmens. Sie beteiligt sich über eigene Investmentfonds an Start-ups, insbesondere im Bereich Konsumgüter, Lebensmittel, Gesundheit und Klima.[6]
- Nexaro: Seit März 2024 vertreibt die Tochterfirma den Saugroboter NR 1500.[7]

Die Bereiche Thermomix und Kobold sind überwiegend im Direktvertrieb organisiert.

### Vertriebsgesellschaften und Vertrieb
Mit eigenen Vertriebsgesellschaften oder über Handelspartner – Distributoren genannt – ist Vorwerk in mehr als 60 Ländern aktiv (Stand Juni 2024).
Landesgesellschaften von Vorwerk existieren in China, Deutschland, Frankreich, Griechenland, Großbritannien, Italien, Japan, Kanada, Mexiko, Niederlande, Österreich, Polen, Portugal, Schweden, Schweiz, Spanien, Taiwan, Tschechien, Türkei und in den Vereinigten Staaten.
Vorwerk betrachtet den beraterzentrierten Direktvertrieb als wichtigste Säule des Geschäfts, ergänzt sie aber um eigene Onlineshops, Online-Vorführungen und Geschäfte in Innenstädten. 2021 schuf das Unternehmen die Möglichkeit, das Basis-Paket des Thermomix auf eigens von den Beratern betriebenen Plattformen online zu bestellen; eine Produktvorführung, Beratung oder Einweisung im Anschluss an den Online-Kauf durch einen persönlichen Ansprechpartner kann dort ebenfalls gebucht werden.

### Zahlen
| Positionen                                    | 2019    | 2020    | 2021    | 2022    | 2023   |
| --------------------------------------------- | ------- | ------- | ------- | ------- | ------ |
| Konzernumsatz (Nettowerte in Mio. €)          | 2.928   | 3.181   | 3.383   | 3.171   | 3.208  |
| Bilanzsumme (in Mio. €)                       | 5.332   | 5.507   | 5.486   | 5.313   | 5.565  |
| Eigenkapitalquote in % (akf vollkonsolidiert) | 26      | 27      | 27      | 26      | 27     |
| Mitarbeiter                                   | 12.319  | 12.260  | 11.698  | 9.394   | 9.127  |
| Selbstständige Berater                        | 599.072 | 577.993 | 577.092 | 213.447 | 94.231 |

Der Rückgang der Beschäftigtenzahlen ab Geschäftsjahr 2023 lässt sich durch den Verkauf von Jafra Cosmetics erklären. 
2023 erwirtschaftete das Unternehmen 58,5 Prozent seines Gesamtumsatzes außerhalb Deutschlands.

### Leitung und Organe
Seit Ende 2005 wird Vorwerk nicht mehr von einem Mitglied der Familie Vorwerk beziehungsweise der Familie Mittelsten Scheid geführt, sondern von familienfremden Managern. Diese sind als persönlich haftende Gesellschafter an das Unternehmen gebunden. Reiner Strecker wirkte in dieser Funktion ab Januar 2010. Mit der Umfirmierung im Juli 2021 von der Vorwerk & Co. KG in die Vorwerk SE & Co. KG übernahmen Thomas Stoffmehl (Sprecher des Vorstands) und Hauke Paasch sowie Thomas Rodemann die Rolle des Vorstands.
Acht Personen bildeten Ende 2020 den Beirat von Vorwerk. Das 1955 eingerichtete Gremium übernimmt eine dem Aufsichtsrat von Aktiengesellschaften vergleichbare Funktion: Der Beirat wirkt an wesentlichen strategischen Entscheidungen des Unternehmens mit, ebenso an der Bestellung von persönlich haftenden Gesellschaftern. Von Anfang 2006 bis Ende 2012 amtierte Jörg Mittelsten Scheid als Vorsitzender des Beirats. Seither gehört er ihm als Ehrenvorsitzender an. Vorsitzender des Beirats ist seit 2020 Rainer Hillebrand.

### Engagement
Vor dem Hintergrund des Rechtsrucks bei Wahlen in Deutschland initiierte Timm Mittelsten Scheid, Miteigentümer von Vorwerk, gemeinsam mit weiteren Vertretern von Familienunternehmen die Initiative „Made in Germany – Made by Vielfalt“. Neben dem lokalen sozialen Engagement an Vorwerk-Standorten, beispielsweise Wuppertal, mobilisiert das Unternehmen seine Community zur Teilnahme am RTL-Spendenmarathon; 2023 kamen auf diese Weise rund 700.000 Euro zusammen. Im Wissenschaftsbereich fördert das Unternehmen an der Bergischen Universität Wuppertal den Lehrstuhl zur digitalen Transformation. Lehrstuhlinhaber ist Tobias Meisen. Das Unternehmen unterstützte zudem über den 2002 gegründeten Vorwerk Family Fonds SOS-Kinderdörfer in Indien, Costa Rica und Vietnam.

## Unternehmensgeschichte
| 1883 | Gründung der Barmer Teppichfabrik Vorwerk & Co. durch Carl und Adolf Vorwerk                         |
| 1907 | August Mittelsten Scheid übernimmt die alleinige Geschäftsführung                                    |
| 1929 | Erfindung des Kobold                                                                                 |
| 1930 | Beginn des Kobold-Direktvertriebs                                                                    |
| 1938 | Gründung der ersten Auslandsgesellschaft in Italien                                                  |
| 1949 | Der Millionste Kobold wird verkauft                                                                  |
| 1953 | Erich Mittelsten Scheid übernimmt die Leitung des Unternehmens                                       |
| 1966 | Jörg Mittelsten Scheid tritt in die Unternehmensleitung ein                                          |
| 1968 | Gründung der akf Bank                                                                                |
| 1971 | Markteinführung des Thermomix                                                                        |
| 1974 | Gründung der Hygienic Service Gebäudereinigung und Umweltpflege GmbH, später Hectas                  |
| 2004 | Übernahme von Jafra Cosmetics                                                                        |

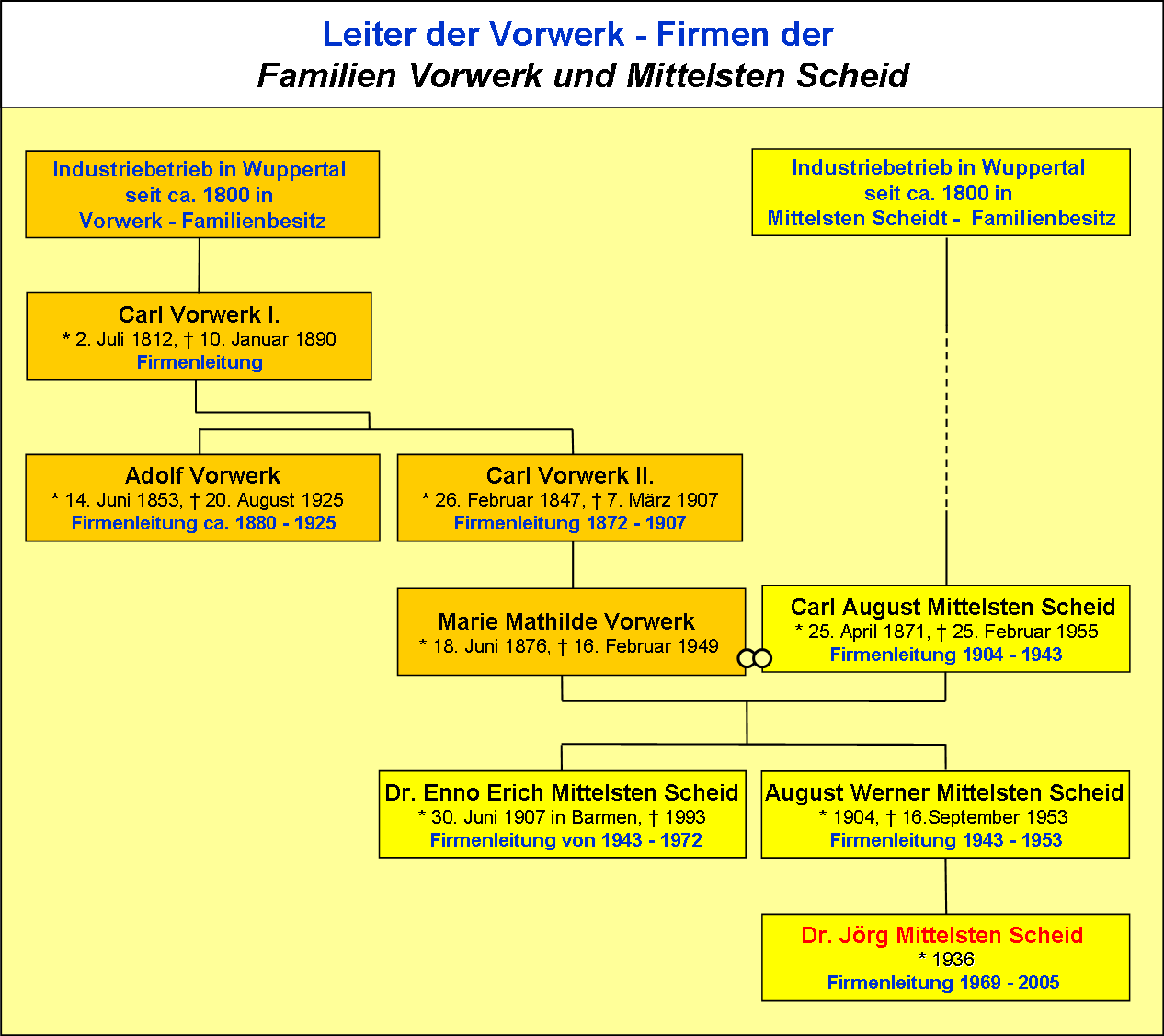
Vorwerk Stammtafel, Unternehmensführung der Jahre 1800 bis 2005

| 2006 | Jörg Mittelsten Scheid wechselt in den Unternehmensbeirat und übernimmt dessen Vorsitz bis Ende 2012 |
| 2011 | Eröffnung des ersten Vorwerk-Stores in Hamburg                                                       |
| 2017 | Übernahme von Neato Robotics                                                                         |
| 2020 | Verkauf des Geschäftsbereichs Flooring                                                               |
| 2020 | Rainer Hillebrand wird Vorsitzender des Beirats                                                      |
| 2021 | Vorwerk & Co. KG wird zu Vorwerk SE & Co. KG                                                         |
| 2021 | Neuer Vorstand: Thomas Stoffmehl, Hauke Paasch, Thomas Rodemann                                      |
| 2022 | Verkauf von Jafra Cosmetics an Betterware                                                            |
| 2023 | Auflösung von Neato Robotics                                                                         |

### Anfänge
1883 gründeten die Brüder Carl (1847–1907) und Adolf Vorwerk (1853–1925) das Unternehmen als Barmer Teppichfabrik Vorwerk & Co. Noch im selben Jahr trennten sie sich wieder und Carl Vorwerk leitete das Unternehmen fortan alleine. Hergestellt wurden zunächst Teppiche und Möbelstoffe, später auch die nötigen Webstühle – erst unter einem britischen, dann unter verbessertem eigenen Patent.
Nachfolger von Carl Vorwerk sollte dessen Sohn Carl Vorwerk jr. (1877–1904) werden. Dieser starb allerdings schon wenige Monate nachdem er den Betrieb 1903 übernommen hatte. So wurde nach dem Tod des Firmengründers im Jahr 1907 dessen Schwiegersohn August Mittelsten Scheid (1871–1955) alleiniger persönlich haftender Gesellschafter. Unter seiner Leitung begann die Produktion von Zahnrädern, Getrieben, Automobilachsen und elektrischen Motoren für Grammophone. Im Ersten Weltkrieg stellte das Unternehmen Kriegsgerät her, unter anderem Maschinengewehre und Granaten.

### Kobold und Direktvertrieb

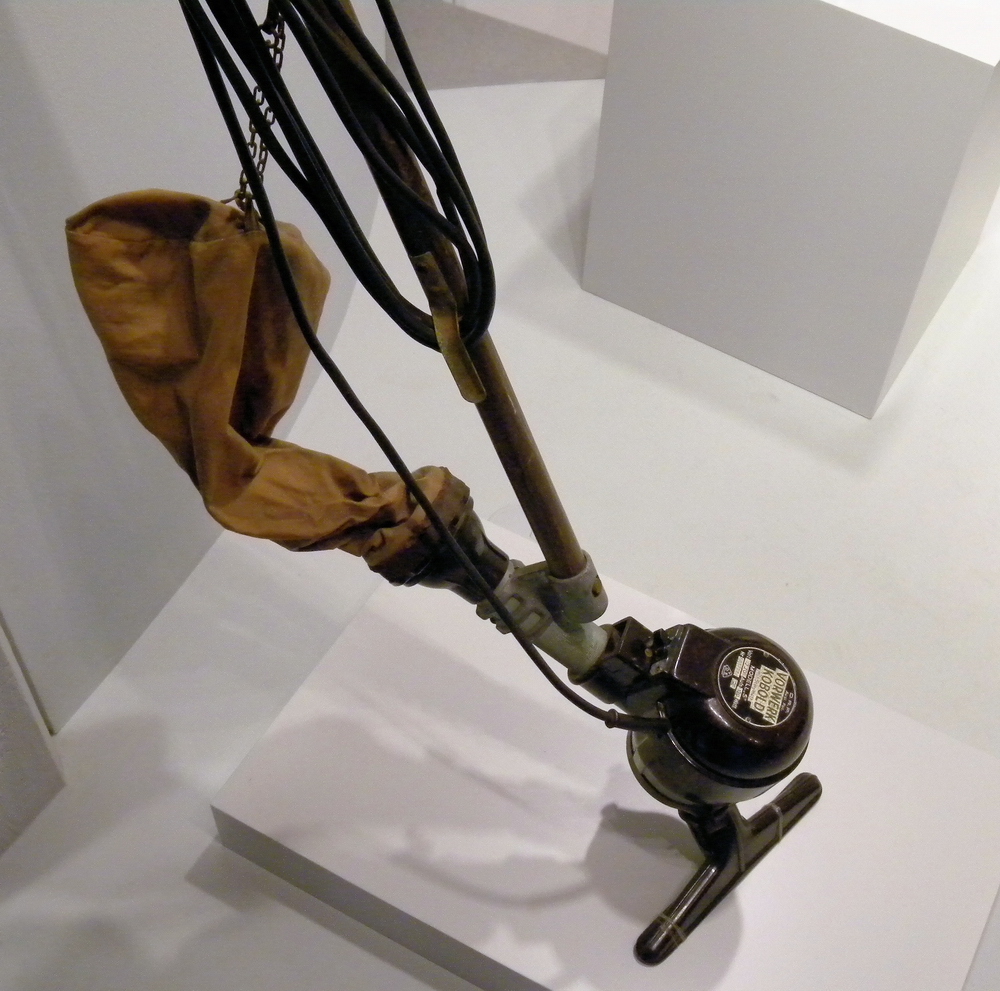
Ein Kobold-Staubsauger um 1950

Das Aufkommen des Hörfunks in den 1920er Jahren führte zu einem Umsatzeinbruch bei Grammophonen, von dem auch Vorwerk als Hersteller entsprechender Motoren betroffen war. In dieser Situation entwickelte Vorwerk-Chefingenieur Engelbert Gorissen aus dem Grammophonmotor einen elektrischen Handstaubsauger, den Kobold. Im Mai 1930 wurde das Patent für den Kobold „Modell 30“ erteilt. Der Absatz blieb zunächst unbefriedigend, denn der relativ niedrige Preis des Geräts motivierte Einzelhändler nicht sonderlich, die Vorzüge des neuartigen Geräts in den Geschäften praktisch zu demonstrieren. Erst die Einführung des Direktvertriebs – Werner Mittelsten Scheid (1904–1953), ein Sohn des Firmeneigentümers, importierte dieses Verkaufskonzept aus den Vereinigten Staaten – sorgte für den Durchbruch des erklärungsbedürftigen Produkts auf dem heimischen Markt. Von 1930 bis 1935 wurden auf diese Weise 100.000 Exemplare des Kobold verkauft, 1937 bereits eine halbe Million. 1938 gründete Vorwerk die erste Auslandsgesellschaft: Vorwerk Folletto in Italien. Bereits in den 1930er Jahren ergänzte Vorwerk den Kobold um Zubehör, beispielsweise um Vorrichtungen zum Trocknen von Haaren oder zur Pflege des Fells von Pferden.

### Zweiter Weltkrieg und Einsatz von Zwangsarbeitern
Während des Zweiten Weltkriegs stellte auch Vorwerk Rüstungsgüter her. In der Produktion wurden Zivilarbeiter, Ostarbeiter und Zwangsarbeiter eingesetzt. Das galt sowohl für das Stammwerk in Wuppertal und das Werk in Wipperfürther, als auch für die Zweigniederlassung in Litzmannstadt. Insgesamt arbeiteten bei Vorwerk 1944 im Schnitt 580 Zwangsarbeiter. Ende Mai 1943 beschädigten Bombenangriffe das Hauptwerk in Wuppertal-Barmen schwer. Bald darauf übernahmen die Söhne von August Mittelsten Scheid, Werner und Erich Mittelsten Scheid, die Leitung des Unternehmens. Ab 1943 pausierte der Direktvertrieb.

### Nachkriegszeit, Diversifizierung und Internationalisierung
Nach Kriegsende baute das Unternehmen die Produktion und den Vertrieb zunächst in Deutschland, dann in Europa und in Übersee wieder auf. 1949 war der Millionste Kobold verkauft. In den 1950er Jahren ergänzten Kühlschränke, Waschmaschinen, Wäscheschleudern und Teppichbürsten die Produktpalette. Nach dem Tod seines Bruders fungierte Erich Mittelsten Scheid ab 1953 als alleiniger persönlich haftender Gesellschafter.
1961 etablierte Vorwerk zur Führung seiner Auslandsgesellschaften die Auslandsholding Vorwerk & Co. Diese Tochtergesellschaft firmierte 1971 zur Vorwerk International um. 1968 gründete Vorwerk zur Absatzfinanzierung die akf Bank. 1969 – der Umsatz näherte sich der Marke von 400 Mio. DM – trat Jörg Mittelsten Scheid, der in den folgenden Jahrzehnten systematisch am Direktvertrieb festhielt und zugleich für die Diversifizierung und Internationalisierung sorgte, an die Spitze des Unternehmens. Im Jahr darauf gründete Vorwerk die ZEDA-Gesellschaft für Datenverarbeitung und EDV-Beratung sowie 1974 die Hygienic Service Gebäudereinigung und Umweltpflege GmbH, aus der 1997 die Hectas Gebäudedienste Stiftung und Co. KG für Facilitymanagement hervorging, ab 2011 dann Vorwerk Facility Management Holding KG.

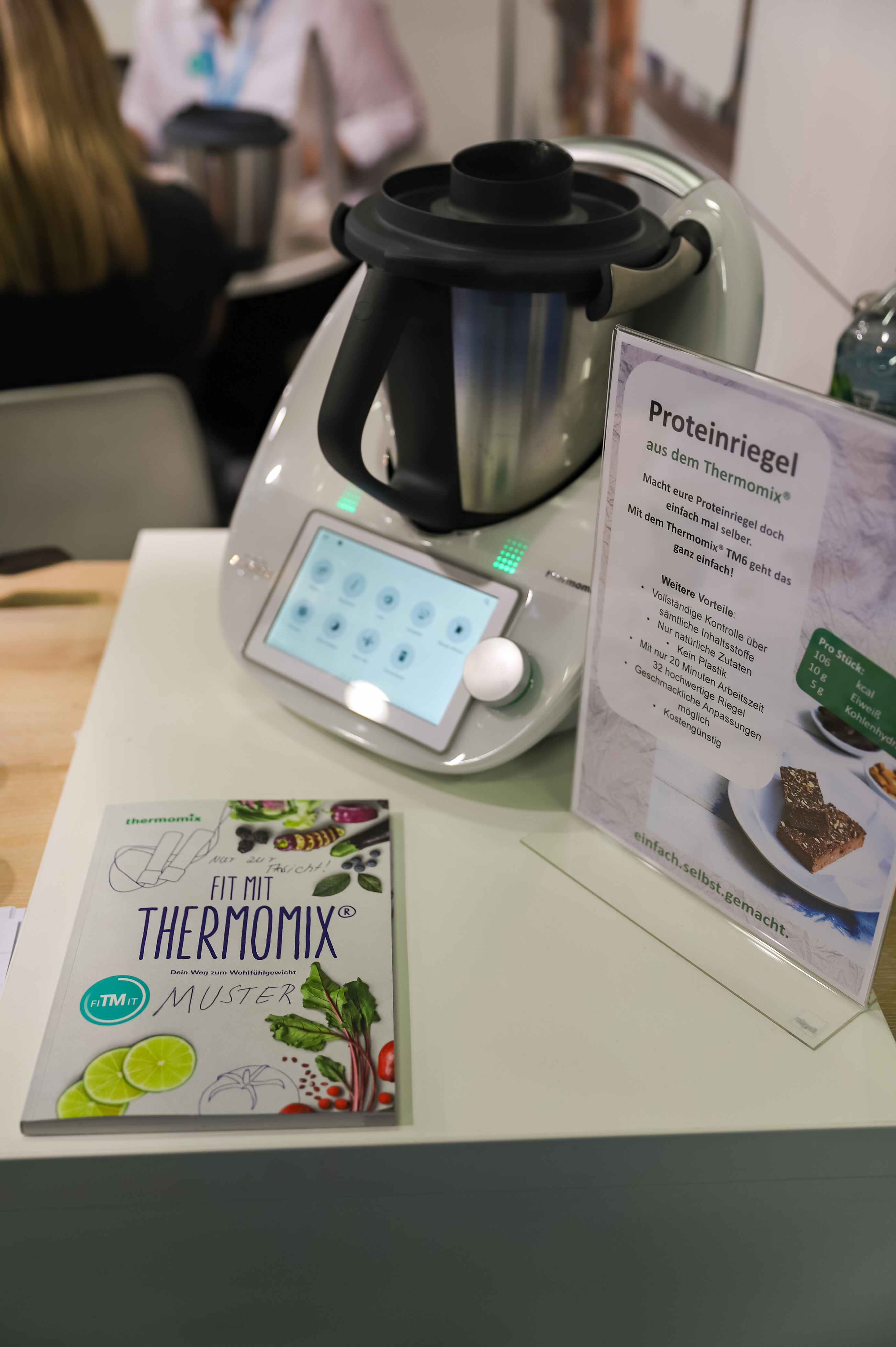
Thermomix TM6 (2019)

1971 kam die Vorwerk Küchenmaschine Thermomix auf den Markt, sie gehörte zum Produktsortiment im Bereich „Haushalt“, das 1973 insgesamt 23 Geräte umfasste. Ab 1974 bot das Unternehmen auch Einbauküchen an. 1979 übernahm Vorwerk eine 98,65 %-Beteiligung bei Fischer-Fertighaus und bei Clift-Haus.
Der Gesamtumsatz des Unternehmens mit seinen Sparten Elektro, Textil, Fertighaus und Dienstleistungen lag 1979 bei etwas über 1 Mrd. DM. Für das Jubiläumsjahr 1983 wies der Geschäftsbericht einen Rekordumsatz von 1,211 Mrd. DM aus. Ende 1986 veräußerte das Unternehmen seinen 1979 erworbenen Minderheitsanteil an Ranco, einem amerikanischen Unternehmen für Mess- und Regelungstechnik. Im selben Jahr beteiligte sich Vorwerk an der Gründung von Plaxicon, einem amerikanischen Hersteller von alkoholresistenten Kunststoff-Flaschen; aus strategischen Gründen verkaufte Vorwerk diesen Anteil zehn Jahre später. In den 1980er Jahren erhöhte Vorwerk sein Auslandsgeschäft insgesamt deutlich: 1980 wurden 25 Prozent des Umsatzes außerhalb Deutschlands erzielt, 1987 lag dieser Wert bei 40 Prozent. Ende 1987 beendete Vorwerk sein Engagement im Markt für Fertighäuser.
1992 übertraf der Umsatz erstmals die Zwei-Milliarden-Grenze (2,082 Mrd. DM). Diese Umsatzgröße wurde im letzten Jahrzehnt des 20. Jahrhunderts ausgebaut und lag 1999 bei 2,48 Mrd. DM. Das Geschäft im west- und vor allem im osteuropäischen Ausland trug dazu ebenso bei wie die zunehmenden Aktivitäten in asiatischen Ländern. Gleichzeitig wurden Produktion und Verwaltung des Unternehmens unter Zuhilfenahme japanischer Experten rationalisiert.
Anfang 2000 stieg Vorwerk bei Tupperware ein und hielt im Sommer 2000 10,2 Prozent der Aktien. Das Aktienpaket wurde 2005 allerdings wieder veräußert, weil Vorwerk bei seinen Versuchen erfolglos blieb, die Kosmetik-Sparte von Tupperware zu übernehmen. Ein Jahr zuvor, 2004, gelang hingegen die Übernahme von Jafra Cosmetics und damit der Einstieg in den Kosmetik-Markt. Diese Akquisition war die größte in der gesamten Unternehmensgeschichte. Vorwerks Position in den Vereinigten Staaten und in Mexiko profitierte von diesem Kauf. Die Stellung im Fernen Osten verbesserte sich 2001 durch den Kauf von Lux Asia Pacific, vormals der Direktvertrieb von Electrolux in Asien. Bereits im Frühjahr 2000 begann Vorwerk mit der Produktion von Staubsaugern in Shanghai. Im Jahr 2003 lagerte das Unternehmen seine IT-Sparte ZEDA an T-Systems aus.
Anfang 2006 übergab Jörg Mittelsten Scheid nach dreieinhalb Jahrzehnten die Unternehmensleitung an Achim Schwanitz und Markus von Blomberg. Erstmals in der Unternehmensgeschichte bestimmten damit ausschließlich familienfremde persönlich haftende Gesellschafter die Geschicke Vorwerks. Mitte 2007 erfolgte die Gründung der Vorwerk Direct Selling Ventures GmbH; dieses Tochterunternehmen fungierte als Beteiligungsgesellschaft. Vorwerk Ventures ist mittlerweile seit 2019 ein unabhängiger Venture-Capital-Fund mit Firmensitz in Berlin. Das Unternehmen investiert in Gründerteams mit disruptiven Produkt- und Service-Ideen, die das alltägliche Leben möglichst vieler Menschen verbessern sollen. Vorwerk Ventures hat sich insbesondere auf digitale Geschäftsmodelle im B2C-Bereich spezialisiert und mit HelloFresh und Flaschenpost innerhalb kürzester Zeit zwei deutsche Unicorns von der Start-up Phase begleitet.
Ende 2007 entschied Vorwerk, nach rund drei Jahrzehnten die Produktion und den Vertrieb von Einbauküchen in Deutschland einzustellen. Zwei Jahre später gab Vorwerk die Herstellung und den Vertrieb seines Bügelsystems (Feelina) auf, eine Produktlinie, die es 2002 auf den Markt gebracht hatte. Von 2000 bis 2010 steigerte Vorwerk seinen Umsatz von 1,24 Mrd. Euro (2000) auf 2,37 Mrd. Euro (2010), bis dahin ein Rekordergebnis.

### Entwicklungen seit 2010
2011 nahm Vorwerk eine Veränderung in seiner Vertriebsstrategie vor: Im Dezember eröffnete der erste Flagship-Store auf dem Jungfernstieg in Hamburg, ihm sollten in den nachfolgenden Jahren viele weitere Shops folgen. Ende 2011 erweiterte Vorwerk sein Konzept auch durch einen Onlineshop. Der Vertrieb des Kobold wurde 2010 zudem von der Rotation auf Festgebiete umgestellt.
Mit Wirkung zum 30. Juni 2011 gingen alle Hectas-Gesellschaften auf die Vorwerk Facility Management Holding KG über. Mit diesem Schritt strebte Vorwerk eine bessere Markenpositionierung an.
2014 übertrafen die Umsätze des Thermomix mit 920 Mio. Euro (inkl. USt) erstmals jene des Kobold (898 Mio. Euro inkl. USt). Im Folgejahr steigerte Vorwerk seinen Thermomix-Umsatz um fast 50 Prozent auf 1,375 Mrd. Euro (inkl. USt). Mitte 2015 brachte das Unternehmen Twercs auf den Markt. Hierbei handelt es sich um ein Set von Akkuwerkzeugen, mit dem in erster Linie Frauen angesprochen werden sollten. 2016 erreichte Vorwerk erneut ein Rekordergebnis: Der Gesamtumsatz belief sich auf 3,058 Mrd. Euro.
2017 übernahm Vorwerk den US-amerikanischen Hersteller von Staubsaugerrobotern Neato Robotics mit Sitz in Newark (Kalifornien). Im Jahr darauf etablierte das Unternehmen das neue Geschäftsfeld Temial, ein digitales Teegerät samt Zubehör.
Von Lux Asia Pacific trennte sich die Gruppe zum 30. November 2018. Zum 31. August 2019 wurde der Vertrieb der Twercs-Produkte eingestellt. Im Spätsommer 2020 erfolgte die Trennung vom Geschäftsbereich Flooring durch ein Management-Buy-out. Im Folgejahr veränderte das Unternehmen seine Firmierung: aus der Vorwerk & Co. KG wurde die Vorwerk SE & Co. KG. Anfang des Jahres 2022 verkaufte Vorwerk die Firma Jafra Cosmetics an das mexikanische Direktvertriebsunternehmen Betterware für 255 Mio. US-Dollar. Anfang 2022 gewann das Unternehmen in Deutschland einen Rechtsstreit gegen den Discounter Lidl, der bei seiner Küchenmaschine ein auf das Heizsystem bezogenes Patent von Vorwerk verletzt hatte; in einem anderen Patentstreit unterlag Vorwerk in Spanien, hier ging es um die Deckelautomatik in Verbindung mit der Waage. Mitte 2022 machte Vorwerk seine Pläne bekannt, in Frankreich ein zweites Werk für die Thermomix-Produktion zu errichten. Im Mai 2023 wurde das US-amerikanische Unternehmen Neato Robotics, das im Bereich Staubsaugerrobotik tätig gewesen war, aufgelöst.

## Eigendarstellung und Rezeption

### Eigendarstellung
Vorwerk verzichtete – mit Ausnahme der Teppichwerke – bis 2003 auf klassische Werbung. 2003 startete Vorwerk mit dem Slogan „Vorwerk – Unser Bestes für Ihre Familie“ erstmals eine breit angelegte Imagekampagne. Ziel waren die Steigerung der Bekanntheit von Vorwerk sowie eine Emotionalisierung der Vorwerk-Produkte. Der Werbespot „Ich führe ein sehr erfolgreiches kleines Familienunternehmen“ stand im Zentrum der Kampagne. Vorwerk und die Zeitschrift Hörzu schrieben ab 2004 mehrere Jahre lang zudem den Wettbewerb zur „Familien-Managerin des Jahres“ aus. Jährliche Vorwerk-Familienstudien begleiteten die Kampagne.

### Sportsponsoring
Von 2016 bis 2019 war Vorwerk Haupt- und Trikotsponsor des italienischen Fußball-Erstliga-Vereins AC Florenz. Der Vertrag hatte nach Angaben italienischer Medien ein Volumen von rund elf Millionen Euro, nach Angaben des Unternehmens waren es weniger. Seit 2023 ist Vorwerk Sponsor der deutschen Frauenfußballnationalmannschaft.

### Kulturelle Rezeption von Produkten und Kontroversen
„Loriot setzte Vorwerk in den siebziger Jahren mit dem Sketch Vertreterbesuch ein filmisches Denkmal.“ Der Außendienst-Mitarbeiter und das Staubsauger-Modell „Heinzelmann“ stehen hier als Synonym für Vorwerk und sein Produkt.
1978 erschien eine Dissertation über „Penisverletzungen bei Masturbation mit Staubsaugern“, in der ausdrücklich auf den damaligen Kobold Bezug genommen wurde. 1985 prozessierte Vorwerk gegen den Chaos Computer Club (CCC). Dieser hatte auf seiner Btx-Seite Auszüge aus dieser Dissertation veröffentlicht. Vorwerk fürchtete um seinen Ruf und reichte eine Unterlassungsklage ein. Das Unternehmen konnte jedoch von der Seriosität der akademischen Schrift überzeugt werden und zog die Klage zurück. Ab 2004 rezitierten Charlotte Roche und Christoph Maria Herbst die akademische Schrift in Lesungen. Einige Auftritte absolvierte Roche auch zusammen mit Heinz Strunk. Im Oktober 2011 wurde der Text in einer bearbeiteten Fassung als Hörbuch veröffentlicht, gelesen von Ulrike Sophie Kapfer.
Der seit 1930 praktizierte Kobold-Direktvertrieb ist Gegenstand des 1998 erschienenen Dokumentarfilms Die Blume der Hausfrau. Diese Produktion lief unter anderem in deutschen Programmkinos.
Der Verkaufserfolg des Thermomix regte einige Journalisten dazu an, die Küchenmaschine mit dem als Ikone verstandenen iPhone zu vergleichen.

### Kritik
Der Oberste Gerichtshof Österreichs verurteilte Vorwerk Austria 2008 zur Unterlassung unlauterer Vertriebsmethoden. Vorwerk-Berater hatten wahrheitswidrige Angaben zu den Notwendigkeiten, Möglichkeiten und Kosten der Reparatur gebrauchter Staubsauger gemacht, um Kobold-Neugeräte verkaufen zu können. Sie behaupteten, eine Reparatur sei nötig, obwohl das Gerät noch einwandfrei funktionierte, oder sie empfahlen einen Neukauf, obwohl eine Reparatur nachweislich zu geringen Kosten möglich war. Vorwerk entgegnete, bei diesen Praktiken habe es sich um Einzelfälle gehandelt.